# Kuře v hodinkách
A Kuře v hodinkách (magyar fordításban: Csirke az órában) a cseh Flamengo együttes egyetlen nagylemeze, mely 1972-ben jelent meg a Supraphon kiadásában, stereo illetve mono változatban. Katalógusszámai: 1 13 1287 (stereo), 0 13 1287 (mono). A lemez felvételei 1971. október 28-a és 1972. március 16-a között készültek Prágában. 1990-ben és 2012-ben újra kiadták hanglemezen, valamint több CD-kiadást és megért.

## Az album dalai

### A oldal
1. Kuře v hodinkách (introdukce) (2:28)
2. Rám příštích obrazů (4:00)
3. Jenom láska ví kam (2:54)
4. Já a dým (4:43)
5. Chvíle chvil (4:21)

### B oldal
1. Pár století (6:31)
2. Doky, vlaky, hlad a boty (4:31)
3. Stále dál (3:14)
4. Kuře v hodinkách (5:31)

## Közreműködők
- Pavel Fořt (gitár, akusztikus gitár, háttérvokál)
- Ivan Khunt (ének (B3), orgona, háttérvokál)
- Jan Kubík (tenorszaxofon, furulya, klarinét, altszaxofon, háttérvokál)
- Vladimír Kulhánek (basszusgitár, háttérvokál)
- Vladimír Mišík (ének (A1-5, B2, B4), konga, akusztikus gitár)
- Jaroslav Erno Šedivý (dob, ütős hangszerek)

### Vendégzenészek
- Petr Král (tenorszaxofon)
- Vladimír Hruška (baritonszaxofon)
- Ilja Bartošek (akusztikus gitár)
- Karel Velebný (vibrafon, A1)